# Jason Marshall
Jason Marshall (* 22. února 1971 Cranbrook) je bývalý kanadský hokejový obránce.

## Hráčská kariéra
V juniorském věku hrál za Vernon Lakers v British Columbia Junior Hockey League (BCJHL) v ročníku 1988/89, poté hrál za reprezentační výběr Kanady a v závěru juniorské kariéry hrál za Tri-City Americans ve Western Hockey League (WHL). Marshall známý jako tvrdý obránce a bitkař byl v létě 1989 vybrán ve vstupním draftu NHL v prvním kole z devátého místa týmem St. Louis Blues. S Tri-City Americans vypadl ve druhém kole playoff, ročník jsi prodloužil na farmě St. Louis Blues v Peoria Rivermen, který postoupil do playoff v IHL. Po zlaté medaile z mistrovství světa juniorů 1991, získal s Peoria Rivermen trofej Turner Cup, pohár pro mistra IHL. Svou první šanci v hlavním týmu St. Louis Blues dostal 30. ledna 1992 proti San Jose Sharks, ve druhém zápase proti Pittsburgh Penguins vstřelil svůj první gól v NHL, na branku mu asistovali Brendan Shanahan a Nelson Emerson. Za St. Louis Blues odehrál pouze dva zápasy, převážně hrál v narmě v Peoria Rivermen a v ročníku 1993-94 se připravoval s reprezentačním týmem Kanady na olympijské hry, na které se nedostal.
29. srpna 1994 byl vyměněn do týmu Mighty Ducks of Anaheim za kanadského obránce Bill Houlder. Po přestupu hrál opět na farmě, prvně za San Diego Gulls odehrál ročník 1994-95 v IHL, v následujícím ročníku hrál za Baltimore Bandits v American Hockey League AHL. První zápas za Mighty Ducks of Anaheim odehrál v závěru ročníku 1994-95 proti St. Louis Blues, kde začínal. Své pevné místo v sestavě Anaheimu získal od sezóny 1996-97, celkem za klub odehrál sedm sezón. V závěru přestupového období byl 13 března 2001 vyměněn za ruského obránce Alexeje Těsikova a volbou ve čtvrtém kole draftu 2001 (touto volbou byl vybrán americký obránce Brandon Rogers) do týmu Washington Capitals. Do Washingtonu Capitals přišel posílit tým pro playoff, Anaheim Ducks skončil na posledním místě západní konference. Za Washington v playoff neodehrál žádný zápas.
2. července 2001 podepsal smlouvu s Minnesotou Wild jako nechráněný volný hráč. V Minnesotě Wild zapadl do hlavní sestavy, v sezóně 2002-03 utrpěl vážnější zranění, v listopadu s poraněním okem vynechal tři zápasy a v prosinci utrpěl otřes mozku, kvůli kterému vynechal 14 zápasů. 9. října 2003 napsal Minnesota Wild Jasona Marshalla na listinu volných hráčů, nikdo z týmu si jej nevybralo, proto byl poslán na jejich farmu do Houston Aeros (AHL). V případě potřeby byl povoláván do hlavního kádru Wild. 3 března 2004 se dočkal výměny, San Jose Sharks získala Jasona Marshalla za páté kolo vstupního draftu NHL (touto volbou byl vybrán kanadský obránce Jean-Claude Sawyer). Po přestupu byl hned poslán na farmu do Cleveland Barons, po deseti dnech byl zpátky povolán do San Jose Sharks. Za Cleveland Barons neodehrál žádný zápas. V San Jose Sharks dokončil sezónu 2003-04.
25. srpna 2004 podepsal smlouvu jako nechráněný volný hráč s New York Rangers. Kvůli výluky v NHL za New York Rangers neodehrál žádný zápas. 22. ledna 2005 se dohodl s Plzeňským týmem na smlouvě do konce sezóny. V Plzni se tak potkal s bývalým spoluhráčem z Anaheimu Ducks Pavlem Trnkou.  První zápas za Plzeň odehrál 25 ledna 2005 proti Vítkovicím. Za jedenáct zápasů stihl Marshall vstřelit jednu branku a na tři asistoval. Po skončení výluky v NHL se vrátil do Ameriky. 8. srpna 2005 podepsal jednoletou smlouvu jako nechráněný volný hráč s týmem Mighty Ducks of Anaheim. Návrat do Anaheimu po čtyřech letech nevyšel Marshallovi podle představ, začátek ročníku začal v hlavním týmu, v polovině října utrpěl zranění nosu, kvůli kterému vynechal dva zápasy. V prosinci 2005 byl poslán na farmu Portland Pirates kvůli kondice. V lednu se vrátil do sestavy Anaheimu, do konce základní části odehrál od nového roku šest zápasů. V létě 2006 podepsal smlouvu s německým klubem Kölner Haie. V ročníku 2006-07 nasbíral nejvíce trestných minut. Poslední sezónu v kariéře přestoupil k ligovému rivalovi Frankfurt Lions, ve kterém ukončil kariéru ve věku 37 let.

## Ocenění a úspěchy
- 2007 DEL - Nejtrestanější hráč

## Prvenství

### NHL
- Debut - 30. ledna 1992 (San Jose Sharks proti St. Louis Blues)
- První gól - 1. února 1992 (Pittsburgh Penguins proti St. Louis Blues, americkému brankáři Tom Barrasso)
- První asistence - 14. dubna 1996 (Mighty Ducks of Anaheim proti Winnipeg Jets)

### ČHL
- Debut - 25. ledna 2005 (HC Vítkovice Steel proti HC Lasselsberger Plzeň)
- První gól - 30. ledna 2005 (HC Lasselsberger Plzeň proti HC Dukla Jihlava, lotyšskému brankáři Edgars Masaļskis)
- První asistence - 18. února 2005 (HC Lasselsberger Plzeň proti Vsetínská hokejová)

## Klubové statistiky
| Sezóna       | Klub                    | Soutěž       |     | Základní část | Základní část | Základní část | Základní část | Základní část |   | Play off | Play off | Play off | Play off | Play off |
| Sezóna       | Klub                    | Soutěž       | Z   | G             | A             | B             | TM            | Z             | G | A        | B        | TM       |          |          |
| 1988/1989    | Tým Kanada              | Mez.         | 2   | 0             | 1             | 1             | 0             | -             | - | -        | -        | -        |          |          |
| 1988/1989    | Vernon Lakers           | BCJHL        | 48  | 10            | 30            | 40            | 197           | -             | - | -        | -        | -        |          |          |
| 1989/1990    | Tým Kanada              | Mez.         | 73  | 1             | 11            | 12            | 57            | -             | - | -        | -        | -        |          |          |
| 1990/1991    | Tri-City Americans      | WHL          | 59  | 10            | 34            | 44            | 236           | 7             | 1 | 2        | 3        | 20       |          |          |
| 1990/1991    | Peoria Rivermen         | IHL          | -   | -             | -             | -             | -             | 18            | 0 | 1        | 1        | 48       |          |          |
| 1991/1992    | Peoria Rivermen         | IHL          | 78  | 4             | 18            | 22            | 178           | 10            | 0 | 1        | 1        | 16       |          |          |
| 1991/1992    | St. Louis Blues         | NHL          | 2   | 1             | 0             | 1             | 4             | -             | - | -        | -        | -        |          |          |
| 1992/1993    | Peoria Rivermen         | IHL          | 77  | 4             | 16            | 20            | 229           | 4             | 0 | 0        | 0        | 0        |          |          |
| 1993/1994    | Tým Kanada              | Mez.         | 51  | 3             | 10            | 13            | 60            | -             | - | -        | -        | -        |          |          |
| 1993/1994    | Peoria Rivermen         | IHL          | 20  | 1             | 1             | 2             | 72            | 3             | 2 | 0        | 2        | 2        |          |          |
| 1994/1995    | San Diego Gulls         | IHL          | 80  | 7             | 18            | 25            | 218           | 5             | 0 | 1        | 1        | 8        |          |          |
| 1994/1995    | Mighty Ducks of Anaheim | NHL          | 1   | 0             | 0             | 0             | 0             | -             | - | -        | -        | -        |          |          |
| 1995/1996    | Baltimore Bandits       | AHL          | 57  | 1             | 13            | 14            | 150           | -             | - | -        | -        | -        |          |          |
| 1995/1996    | Mighty Ducks of Anaheim | NHL          | 24  | 0             | 1             | 1             | 42            | -             | - | -        | -        | -        |          |          |
| 1996/1997    | Mighty Ducks of Anaheim | NHL          | 73  | 1             | 9             | 10            | 140           | 7             | 0 | 1        | 1        | 4        |          |          |
| 1997/1998    | Mighty Ducks of Anaheim | NHL          | 72  | 3             | 6             | 9             | 189           | -             | - | -        | -        | -        |          |          |
| 1998/1999    | Mighty Ducks of Anaheim | NHL          | 72  | 1             | 7             | 8             | 142           | 4             | 1 | 0        | 1        | 10       |          |          |
| 1999/2000    | Mighty Ducks of Anaheim | NHL          | 55  | 0             | 3             | 3             | 88            | -             | - | -        | -        | -        |          |          |
| 2000/2001    | Mighty Ducks of Anaheim | NHL          | 55  | 3             | 4             | 7             | 105           | -             | - | -        | -        | -        |          |          |
| 2000/2001    | Washington Capitals     | NHL          | 13  | 6             | 0             | 6             | 43            | -             | - | -        | -        | -        |          |          |
| 2001/2002    | Minnesota Wild          | NHL          | 80  | 5             | 6             | 11            | 148           | 12            | 1 | 5        | 6        | 12       |          |          |
| 2002/2003    | Minnesota Wild          | NHL          | 45  | 1             | 5             | 6             | 69            | 15            | 1 | 1        | 2        | 16       |          |          |
| 2003/2004    | Minnesota Wild          | NHL          | 12  | 1             | 4             | 5             | 18            | -             | - | -        | -        | -        |          |          |
| 2003/2004    | Houston Aeros           | AHL          | 49  | 7             | 12            | 19            | 87            | -             | - | -        | -        | -        |          |          |
| 2003/2004    | San Jose Sharks         | NHL          | 12  | 0             | 2             | 2             | 8             | 17            | 0 | 1        | 1        | 25       |          |          |
| 2004/2005    | HC Lasselsberger Plzeň  | ČHL          | 11  | 1             | 3             | 4             | 53            | -             | - | -        | -        | -        |          |          |
| 2005/2006    | Mighty Ducks of Anaheim | NHL          | 23  | 0             | 4             | 4             | 34            | -             | - | -        | -        | -        |          |          |
| 2005/2006    | Portland Pirates        | AHL          | 2   | 0             | 0             | 0             | 4             | -             | - | -        | -        | -        |          |          |
| 2006/2007    | Kölner Haie             | DEL          | 46  | 7             | 10            | 17            | 253           | 9             | 0 | 0        | 0        | 32       |          |          |
| 2007/2008    | Frankfurt Lions         | DEL          | 44  | 2             | 9             | 11            | 179           | 12            | 1 | 4        | 5        | 38       |          |          |
| Celkem v NHL | Celkem v NHL            | Celkem v NHL | 526 | 16            | 51            | 67            | 1004          | 43            | 2 | 3        | 5        | 55       |          |          |
| Celkem v AHL | Celkem v AHL            | Celkem v AHL | 108 | 8             | 25            | 33            | 241           | -             | - | -        | -        | -        |          |          |
| Celkem v IHL | Celkem v IHL            | Celkem v IHL | 255 | 16            | 53            | 69            | 697           | 29            | 3 | 4        | 7        | 66       |          |          |
| Celkem v DEL | Celkem v DEL            | Celkem v DEL | 90  | 9             | 19            | 28            | 432           | 21            | 1 | 4        | 5        | 70       |          |          |

## Reprezentace
| Rok    | Tým    | Soutěž | Z | G | A | B | TM |
| ------ | ------ | ------ | - | - | - | - | -- |
| 1991   | Kanada | MSJ    | 7 | 0 | 4 | 4 | 6  |
| Celkem | Celkem | Celkem | 7 | 0 | 4 | 4 | 6  |